# Newe Jam
Newe Jam (hebr. נווה ים; pol. Dom Morza; oficjalna pisownia w ang. Neve Yam) – kibuc położony w Samorządzie Regionu Chof ha-Karmel, w Dystrykcie Północnym, w Izraelu. Członek Ruchu Kibuców (Ha-Tenu’a ha-Kibbucit).

## Położenie
Kibuc Newe Jam leży w północnej części równiny Szaron na wybrzeżu Morza Śródziemnego na południe od masywu Góry Karmel, w otoczeniu wioski Atlit, kibucu En Karmel oraz moszawu Gewa Karmel.

## Historia
Kibuc został założony w 1939 roku przez członków młodzieżowego ruchu syjonistycznego Gordonia. Grupa osadników przeszła wcześniej szkolenie w polskim porcie morskim Gdynia, a następnie po przybyciu do Mandatu Palestyny osiedlili się w 1938 roku w Naharijji. Wybudowali oni tam trzy łodzie rybackie (z drzewa przywiezionego z Polski) i w 1939 roku osiedlili się w obecnym miejscu kibucu Neve Jam. Znajdowała się tutaj baza morskiego oddziału Palyam, wchodzącego w skład żydowskich kompanii uderzeniowych Palmach.

## Gospodarka
Gospodarka kibucu opiera się na intensywnym rolnictwie i turystyce.

## Turystyka
Znajdują się tutaj wspaniałe plaże, na których można uprawiać wszystkie sporty wodne. Dodatkowo wybudowano tutaj duży park wodny z licznymi atrakcjami. Neve Jam jest popularnym miejscem do uprawiania nurkowania. Podwodne badania odkryły przy brzegu ruiny starożytnej osady oraz wraki statków. Płetwonurkowie mogą tutaj podziwiać kamienne kotwice oraz pozostałości drewnianych statków. Jednak największą tutejszą atrakcją jest położony na południe od kibucu gejzer, który co jakiś czas wyrzuca z siebie gorącą wodę.

## Komunikacja
Na wschód od kibucu przebiega autostrada nr 2, brak jednak bezpośredniego wjazdu na nią. Z kibucu wychodzi lokalna droga, którą można dojechać do położonych na południowym wschodzie kibucu En Karmel oraz moszawu Gewa Karmel. Natomiast na północ od kibucu znajduje się wioska Atlit, z której wychodzi droga nr 7110, która prowadzi do położonego na północ od wioski węzła drogowego z autostradą nr 2 i drogą nr 721.